# Pereo (mitología griega)
En la mitología griega, Pereo (en griego antiguo: Περέος) era un príncipe de Arcadia, hijo del rey Élato y Laódice, una hija de Cíniras. Apenas aparece en la mitología, y cuando lo hace siempre es dentro de un contexto genealógico.
Pausanias alega que «Pereo no tuvo ningún hijo varón, pero sí una hija, Neera. La tomó por esposa Autólico, que vivía en el monte Parnaso y que decía que era hijo de Hermes, pero lo era en verdad de Dedalión». Otros dicen que Neera en realidad casó con Áleo, hijo de Afidante. Sea como fuere nunca es citado el nombre de la esposa de Pereo.
Apolodoro dice que Pereo tenía como hermanos a Estínfalo y Polifemo. Pausanias añade además a Épito, Cilén e Isquis; todos ellos héroes célebres dentro de la estirpe de los Arcásidas.